# دينيز باوتشر
دينيز باوتشر هي كاتِبة وشاعرة كندية، ولدت في 12 ديسمبر 1935 في فيكتوريا فيل في كندا.